# Señal de prohibición

La señal de prohibición en el ISO 3864-1.

La señal de prohibición general, también conocida informalmente como el símbolo de no, círculo con barra invertida, símbolo prohibido o no universal, es un círculo rojo con una línea diagonal de 45 grados dentro del círculo que va de arriba a la izquierda hacia abajo a la derecha. En el círculo habrá un pictograma o se le acompañará de texto describiendo lo que está prohibido.

## Apariencia
De acuerdo con el estándar ISO (y también bajo una ley del Reino Unido), el área roja debe tomar por lo menos un 35% del área total de la señal dentro de la circunferencia exterior de la señal de prohibición.  Bajo las leyes del Reino Unido, el ancho de la señal es de 80% la altura del área impresa.
Para su visualización en computadoras e impresión, el símbolo se encuentra en Unicode en elementos de combinación en lugar de puntos de código individuales (ver abajo).

## Usos

### Señales de tráfico en vehículos
La señal de prohibición se usa en señales de tráfico, para que los conductores puedan interpretar las leyes de tráfico rápidamente mientras conducen. Por ejemplo:
- ,  No girar a la izquierda o ,  No girar a la derecha.
- ,  No girar en "u" (o Media vuelta prohibida).
- No Parking (Inglés) o  No estacionarse o  Prohibido aparcar.
- Camino cerrado a vehículos (Japón),  (Alemania),  (España).

### Tráfico no motorizado
El uso de la señal no se limita a informar a los conductores de vehículos motorizados, y se usa comúnmente para otras formas de tráfico:
- , , Prohibido ir a caballo.
- , , Prohibido ir en bicicleta.
- , , Prohibido el paso a peatones.

### Prohibiciones generales y advertencias
La señal se usa para advertir o prohibir ciertas actividades:
- No fumar (con el símbolo de un cigarrillo encendido).
- o  No tirar basura (con el símbolo de una persona tirando basura o de basura).
- No nadar (con el símbolo de una persona nadando).

### En paquetes y productos
También se usa en paquetes enviados por correo y en cajas selladas de mercancía en tiendas. Usar un símbolo gráfico es importante para transmitir importantes advertencias sin importar el lenguaje. Por ejemplo:
- Frágil, no dejar caer.
- Mantener lejos de campos magnéticos.

En la documentación de productos, la señal puede estar acompañada de un dibujo del producto siendo dañado por el producto prohibida: por ejemplo, un dibujo de un disquete siendo amenazado por un imán.
También se usa en ropa, sábanas y otros productos para el hogar para indicar el cuidado y limpieza del producto. Por ejemplo: 
- No planchar.

### Uso en anuncios y publicidad
Algunas compañías usan la señal de prohibición cuando describen los servicios que ofrecen, por ejemplo: una marca de repelente de insectos puede poner una señal de prohibición sobre un mosquito. Los cazafantasmas son un ejemplo ficticio de esto.

## Estándares internacionales
El diseño oficial del símbolo depende de los estándares regionales e internacionales.  La definición canónica del símbolo viene de la ISO que publicó la ISO 3864-1 en 2002, una revisión de un estándar publicado inicialmente en 1984. La versión actual se publicó en 2011.
ISO 3864-1 define las reglas para el color, forma y dimensiones del signo de seguridad. Las regulaciones incluyen la incorporación de texto y pictogramas, con referencias a los materiales usados, el tamaño y las condiciones de visibilidad. La introducción incluye lenguaje en la necesidad de usar las mínimas palabras para transmitir información.

### Especificaciones de diseño
El estándar ISO 3864 define el color y diseño para la señal de prohibición. La definición lee "círculo con barra diagonal" con un color de seguridad rojo, un color de contraste blanco y negro para el símbolo gráfico (el pictograma).

#### Dimensiones según 3864-1
El símbolo es definido como un círculo, con la banda circular teniendo un grueso de un 10% el diámetro exterior del círculo. La línea diagonal interior tiene un grueso de un 8% el diámetro exterior del círculo (es decir 80% del grueso de la línea exterior del círculo). La diagonal se ubica al centro y tiene un ángulo de 45 grados yendo desde arriba a la izquierda hacia abajo a la derecha. Se recomienda tener un borde blanco afuera del círculo que es 2.5% a 5% del diámetro exterior del círculo.

#### Color rojo según 3864-1
Asumiendo que el blanco de fondo es     #fff, el color rojo no debería ser más claro qué     #f80000, y no más oscuro qué     #a00000, siendo     #b00 una buena opción en términos de contraste y color.

## Variaciones
Pese a que el estándar ISO está disponible gratuitamente, no es raro ver a artistas gráficos improvisar en el color y dimensiones particulares. Como resultado, hay una gran variación en el símbolo en uso común, por ejemplo usar un rojo de menor contraste que el indicado o usar el mismo grosor para la línea diagonal que el círculo (el estándar especifica un grosor de un 80% del círculo)
Por ejemplo, compara (un ejemplo que no sigue el estándar) con  (dibujado usando el estándar ISO).

### Diseños alternativos o regionales
Círculos con bordes rojo sin una línea diagonal se usan en la Convención de Viena sobre Señalización Vial para indicar "Ningún vehículo con las siguientes características puede entrar" (definidas frecuentemente en una placa abajo) estas pueden ser altura, ancho, peso o velocidad. La convención de Viena prohíbe una línea diagonal en el símbolo en cualquier signo excepto en los de no girar. Un uso alternativo para círculos con borde rojo son como una señal de obligación tipo B.

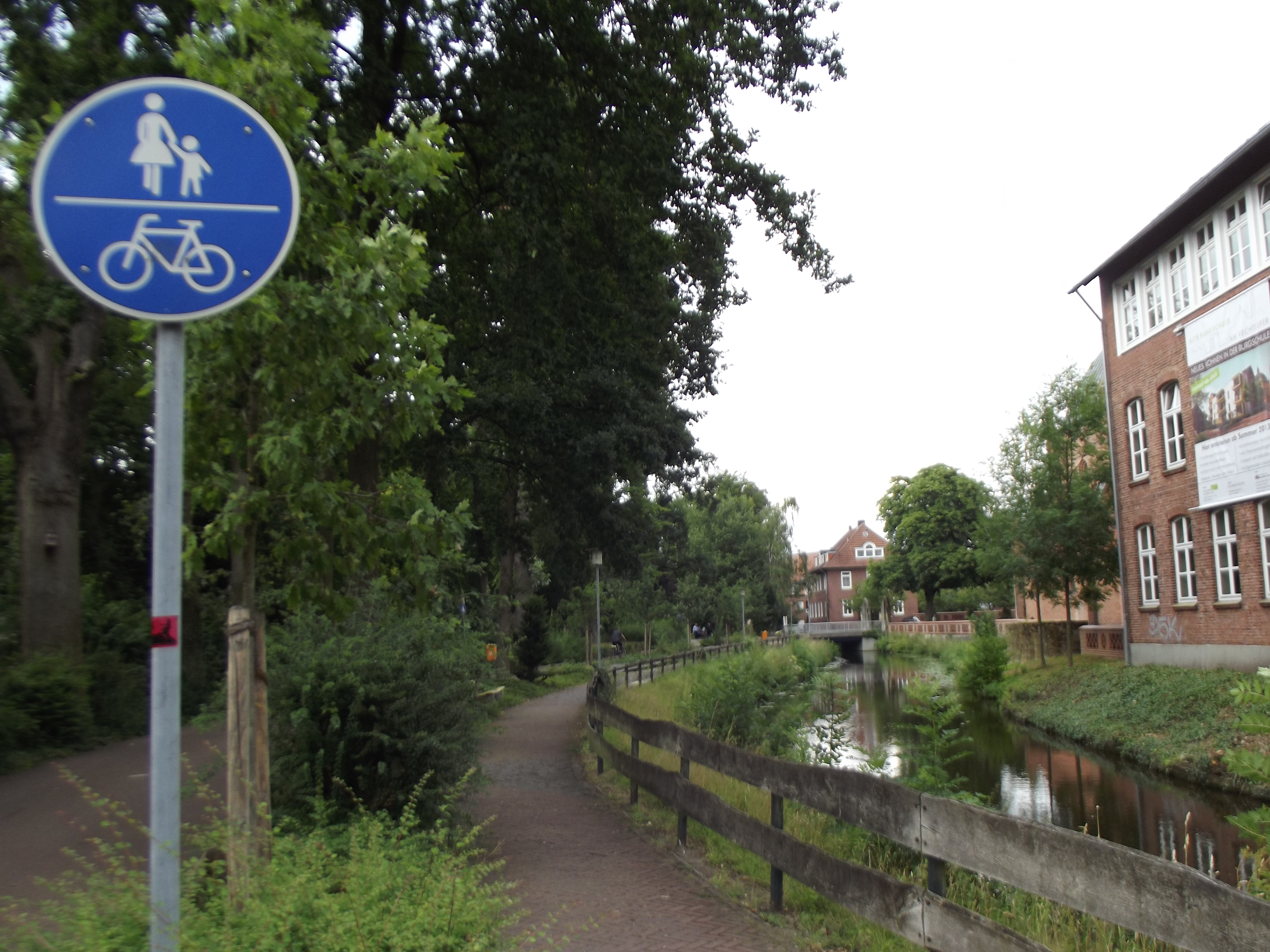
Un camino peatonal y de bicicletas en Alemania. El cartel dice que solo peatones y ciclistas pueden usarlo y que deben compartirlo.

En muchas jurisdicciones, (como en Alemania) la "entrada prohibida" se indica por un disco rojo con una barra blanca horizontal.
- Señal de entrada prohibida en Alemania.
- Señal de entrada prohibida en España
- Señal de entrada prohibida en Estados Unidos

Un círculo con relleno azul con una ilustración significa que un camino o carril está designado a una clase particular de usuarios (como buses, ciclistas o peatones) como mostrado, y que ningún otro tráfico puede usarlo. También pueden indicar que la acción dentro del círculo es obligatoria y debe ser realizada.

## Unicode

### Carácter de combinación
El punto de código Unicode para la señal de prohibición es U+20E0 ⃠ Combining Enclosing Circle Backslash. Es un carácter de combinación lo que significa que aparece encima del carácter anterior.

### Emoji y otras versiones Unicode
También hay varios emoji de símbolo de prohibición y otros caracteres Unicode relacionados:
- U+20E0 ⃠ combining enclosing circle backslash (Combinando barra invertida del círculo circundante)
- U+26D4 ⛔ no entry (No entrar)
- U+2B55 ⭕ heavy large circle (Círculo grande y pesado)
- U+1F232 🈲  (Signo japonés significando "prohibido")
- U+1F4F5 📵 no mobile phones (No teléfonos móviles)
- U+1F51E 🔞 no one under eighteen symbol (Nadie menor de dieciocho años símbolo)
- U+1F6AB 🚫 no entry sign (Señal de prohibido entrar)
- U+1F6AD 🚭 no smoking symbol (Símbolo de prohibido fumar)
- U+1F6AF 🚯 do not litter symbol (Símbolo de prohibido tirar basura)
- U+1F6B1 🚱 non-potable water symbol (Símbolo de agua no potable)
- U+1F6B3 🚳 no bicycles (No bicicletas)
- U+1F6B7 🚷 no pedestrians (No peatones)
- U+1F6C7 🛇 prohibited sign (Señal prohibido)

### Tipos de letra
El símbolo aparece en un número de distintos tipos de letra, como Arial Unicode MS, y en tipos de letra Dingbat, como Webdings y Webdings 2. Estos no son necesariamente "caracteres de combinación". En el caso de Webdings y Webdings 2, la codificación de caracteres no coincide con el estándar Unicode, por lo que si estos no están instalados, el símbolo puede aparecer incorrectamente. Esto es particularmente un problema en páginas web. Si el diseñador quiere usar Webdings por ejemplo, es importante proporcionar el recurso del tipo de letra mediante el comando CSS @import font-face.

#### Símbolos similares
Muchos tipos de letra tienen glifos que se parecen mucho al símbolo de prohibición. El símbolo matemático U+29B8 ⦸ CIRCLED REVERSE SOLIDUS en particular es difícil de distinguir del símbolo de prohibición. U+29B0 ⦰ REVERSED EMPTY SET es otro ejemplo, aunque pocos tipos de letra los muestren.
Hay mucho más soporte para los siguientes símbolos matemáticos y glifos que se parecen:
- U+2298 ⊘ CIRCLED DIVISION SLASH
- U+2205 ∅ EMPTY SET
- U+2297 ⊗ CIRCLED TIMES
- U+2296 ⊖ CIRCLED MINUS
- U+229D ⊝ CIRCLED DASH
- U+03F4 ϴ GREEK CAPITAL THETA SYMBOL
- U+04E8 Ө CYRILLIC CAPITAL LETTER BARRED O

Muchos tipos de letra muestran los dos últimos como círculos perfectos, por lo que si se rotan 45° coinciden con el aspecto del símbolo de prohibición.